# Cavalerul lebedei

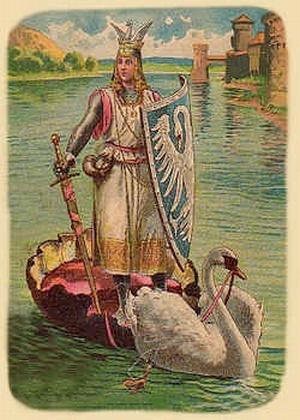
Carte poştală cu Lohengrin, aproximativ anul 1900, artist necunoscut

Povestea cavalerului lebedei este un basm medieval despre un salvator misterios care sosea într-o barcă trasă de o lebădă ca să scape din primejdie o domniță, singura sa condiție pusă fiind aceea de a nu fi întrebat niciodată cum se numește. 
Azi, povestea este cunoscută cel mai mult ca a lui Lohengrin, fiu al cavalerului Graalului, Percival. Versiunea  Lohengrin este subiectul operei omonime a lui Richard Wagner. Povestea cavalerului lebedei a fost legată într-un anumit moment de familia lui Godfrey de Bouillon, primul cuceritor al Ierusalimului în 1099, în chansons de geste din "ciclul cruciadei ". 